# Aspalathine
L'aspalathine est la principale chalcone de la feuille du rooibos (Aspalathus linearis), plus précisément c’est un C-hétéroside flavonoïque, constitué de deux parties :
- une partie osidique : le glucose ;
- une partie aglycone (ou génine) : une dihydrochalcone.

L'aglycone est lié à la partie flavonoique par un atome de carbone au lien d'un atome d'oxygène (O-hétéroside).
Cette flavonoïde est présente en plus forte quantité dans le rooibos vert (non fermenté) et est connue pour ses vertus antioxydantes.
L'aspalathine, qui est similaire en structure à la nothofagine, est oxydée lors de la fermentation du rooibos en dihydroiso-orientine.
Nom scientifique : 2',3,4,4',6'-pentahydroxy-3-C-β-D-glucopyranosyldihydrochalcone